# Nekemte Airport
Nekemte Airport är en flygplats i Etiopien. Den ligger i den centrala delen av landet, 240 km väster om huvudstaden Addis Abeba. Nekemte Airport ligger 2 023 meter över havet.
Terrängen runt Nekemte Airport är kuperad åt nordost, men åt sydväst är den platt. Terrängen runt Nekemte Airport sluttar söderut. Runt Nekemte Airport är det ganska tätbefolkat, med 124 invånare per kvadratkilometer. Omgivningarna runt Nekemte Airport är huvudsakligen savann.